# Malup Island
Malup Island är en ö i Australien. Den ligger i delstaten Western Australia, omkring 25 kilometer norr om delstatshuvudstaden Perth. Malup Island ligger i sjön Lake Joondalup.
Runt Malup Island är det i huvudsak tätbebyggt. Runt Malup Island är det ganska glesbefolkat, med 47 invånare per kvadratkilometer. Genomsnittlig årsnederbörd är 820 millimeter. Den regnigaste månaden är juli, med i genomsnitt 142 mm nederbörd, och den torraste är januari, med 11 mm nederbörd.